# 400 metros
Los 400 metros lisos o 400 metros planos es una prueba de velocidad mantenida del atletismo actual. En el caso de pistas al aire libre, los atletas corren toda la carrera cada uno por uno de los carriles en que se divide la pista, situándose la salida de manera escalonada en cada uno de los carriles de la primera curva, para así evitar que los competidores de los carriles exteriores recorran más metros que los de los carriles interiores. En el caso de pistas cubiertas, cuya longitud en la calle interior es de 200 m (la mitad que en las pistas exteriores), los corredores solo corren por su calle hasta el final de la segunda curva de la primera vuelta, momento a partir del cual pasan a correr por calle libre, corriendo normalmente por las calles interiores.
En su modalidad masculina, forman parte del programa de atletismo en los Juegos Olímpicos modernos desde su primera edición celebrada en Atenas en 1896. La modalidad femenina no debutaría hasta los Juegos Olímpicos de Tokio 1964.
El récord mundial y olímpico de la prueba es del atleta sudafricano Wayde van Niekerk con 43,03, marca lograda durante los Juegos Olímpicos de Río de Janeiro 2016. La marca mundial femenina la ostenta la alemana Marita Koch con 47,60, marca lograda el 6 de octubre de 1985, siendo uno de los récords en atletismo más antiguos aún vigentes. El récord olímpico es de la dominicana Marileidy Paulino con 48,17, marca lograda el los Juegos Olímpicos de París 2024.

## Récords
- Actuales récords.[1][2]

| Récord                | Categoría | Marca (s) | Atleta               | País                 | Lugar          | Fecha                    |
| --------------------- | --------- | --------- | -------------------- | -------------------- | -------------- | ------------------------ |
| Mundial               | Hombres   | 43,03     | Wayde van Niekerk    | Sudáfrica            | Río de Janeiro | 14 de agosto de 2016     |
| Mundial               | Mujeres   | 47,60     | Marita Koch          | Alemania Oriental    | Camberra       | 6 de octubre de 1985     |
| Olímpico              | Hombres   | 43,03     | Wayde van Niekerk    | Sudáfrica            | Río de Janeiro | 14 de agosto de 2016     |
| Olímpico              | Mujeres   | 48,17     | Marileidy Paulino    | República Dominicana | París          | 9 de agosto de 2024      |
| Europa                | Hombres   | 43,44     | Matthew Hudson-Smith | Reino Unido          | París          | 7 de agosto de 2024      |
| Europa                | Mujeres   | 47,60     | Marita Koch          | Alemania Oriental    | Camberra       | 6 de octubre de 1985     |
| Norte y Centroamérica | Hombres   | 43,18     | Michael Johnson      | Estados Unidos       | Sevilla        | 26 de agosto de 1999     |
| Norte y Centroamérica | Mujeres   | 48,17     | Marileidy Paulino    | República Dominicana | París          | 9 de agosto de 2024      |
| África                | Hombres   | 43,03     | Wayde van Niekerk    | Sudáfrica            | Río de Janeiro | 14 de agosto de 2016     |
| África                | Mujeres   | 49,10     | Falilat Ogunkoya     | Nigeria              | Atlanta        | 29 de julio de 1996      |
| Asia                  | Hombres   | 43.93     | Yousef Ahmed Masrahi | Arabia Saudita       | Beijing        | 23 de agosto de 2015     |
| Asia                  | Mujeres   | 48,14     | Salwa Eid Naser      | Baréin               | Doha           | 3 de octubre de 2019     |
| Oceanía               | Hombres   | 44,38     | Darren Clark         | Australia            | Seúl           | 26 de septiembre de 1988 |
| Oceanía               | Mujeres   | 48,63     | Cathy Freeman        | Australia            | Atlanta        | 29 de julio de 1996      |
| Sudamérica            | Hombres   | 43,93     | Anthony Zambrano     | Colombia             | Tokio          | 2 de agosto de 2021      |
| Sudamérica            | Mujeres   | 49,64     | Ximena Restrepo      | Colombia             | Barcelona      | 5 de agosto de 1992      |

## Evolución récord mundial

### Masculino

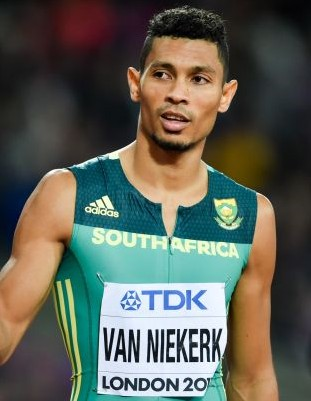
Wayde van Niekerk, actual plusmarquista mundial desde agosto de 2016.

Cronometraje manual (de 1900 a 1976)
| Tiempo manual | Atleta           | Nacionalidad        | Lugar               | Fecha                    |
| ------------- | ---------------- | ------------------- | ------------------- | ------------------------ |
| 47"8          | Maxie Long       | Estados Unidos      | New York, EUA       | 29 de septiembre de 1900 |
| 48"2          | Charles Reidpath | Estados Unidos      | Estocolmo, Suecia   | 13 de julio de 1912      |
| 47"4          | Ted Meredith     | Estados Unidos      | Cambridge, EUA      | 27 de mayo de 1916       |
| 47"0          | Emerson Spencer  | Estados Unidos      | Palo Alto, EUA      | 12 de mayo de 1928       |
| 46"4          | Ben Eastman      | Estados Unidos      | Palo Alto, EUA      | 26 de marzo de 1932      |
| 46"2          | Bill Carr        | Estados Unidos      | Los Ángeles, EUA    | 5 de agosto de 1932      |
| 46"1          | Archie Williams  | Estados Unidos      | Chicago, EUA        | 19 de junio de 1936      |
| 46"0          | Rudolf Harbig    | Alemania            | Frankfurt, Alemania | 12 de agosto de 1939     |
| 46"0          | Grover Klemmer   | Estados Unidos      | Filadelfia, EUA     | 29 de junio de 1941      |
| 46"0          | Herb McKenley    | Jamaica             | Berkeley, EUA       | 5 de junio de 1948       |
| 45"9          | Herb McKenley    | Jamaica             | Milwaukee, EUA      | 2 de julio de 1948       |
| 45"8          | George Rhoden    | Jamaica             | Eskilstuna, Suecia  | 22 de agosto de 1950     |
| 45"4          | Louis Jones      | Estados Unidos      | Ciudad de México    | 18 de marzo de 1955      |
| 45"2          | Louis Jones      | Estados Unidos      | Los Ángeles, EUA    | 30 de junio de 1956      |
| 44"9          | Otis Davis       | Estados Unidos      | Roma, Italia        | 6 de septiembre de 1960  |
| 44"9          | Carl Kaufmann    | Alemania Occidental | Roma, Italia        | 6 de septiembre de 1960  |
| 44"9          | Adolph Plummer   | Estados Unidos      | Tempe, EUA          | 25 de mayo de 1963       |
| 44"9          | Michael Larrabee | Estados Unidos      | Los Ángeles, EUA    | 12 de septiembre de 1964 |
| 44"5          | Tommie Smith     | Estados Unidos      | San José, EUA       | 20 de mayo de 1967       |
| 44"1          | Larry James      | Estados Unidos      | Echo Summit, EUA    | 14 de septiembre de 1968 |
| 43"8          | Lee Evans        | Estados Unidos      | Ciudad de México    | 18 de octubre de 1968    |

Cronometraje electrónico (desde 1977)
| Tiempo | Atleta            | Nacionalidad   | Lugar                    | Fecha                 |
| ------ | ----------------- | -------------- | ------------------------ | --------------------- |
| 43"86  | Lee Evans         | Estados Unidos | Ciudad de México, México | 18 de octubre de 1968 |
| 43"29  | Butch Reynolds    | Estados Unidos | Zúrich, Suiza            | 17 de agosto de 1988  |
| 43"18  | Michael Johnson   | Estados Unidos | Sevilla, España          | 26 de agosto de 1999  |
| 43"03  | Wayde van Niekerk | Sudáfrica      | Río de Janeiro, Brasil   | 14 de agosto de 2016  |

### Femenino

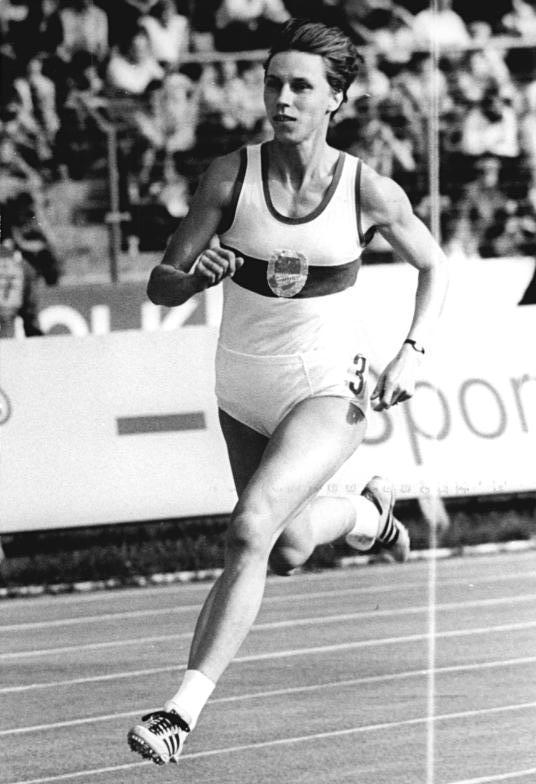
Marita Koch, actual plusmarquista mundial desde el 15 de octubre de 1985.

| Tiempo | Atleta                | Nacionalidad      | Lugar                 | Fecha                   |
| ------ | --------------------- | ----------------- | --------------------- | ----------------------- |
| 50.14  | Riitta Salin          | Finlandia         | Roma, Italia          | 4 de septiembre de 1974 |
| 49.77  | Christina Brehmer     | Alemania Oriental | Dresde, RDA           | 9 de mayo de 1976       |
| 49.75  | Irena Szewińska       | Polonia           | Bydgoszcz, Polonia    | 22 de junio de 1976     |
| 49.29  | Irena Szewińska       | Polonia           | Montreal, Canadá      | 29 de julio de 1976     |
| 49.19  | Marita Koch           | Alemania Oriental | Leipzig, RDA          | 2 de julio de 1978      |
| 48.94  | Marita Koch           | Alemania Oriental | Praga, Checoslovaquia | 31 de agosto de 1978    |
| 48.89  | Marita Koch           | Alemania Oriental | Potsdam, RDA          | 29 de julio de 1979     |
| 48.60  | Marita Koch           | Alemania Oriental | Turín, Italia         | 4 de agosto de 1979     |
| 48.16  | Marita Koch           | Alemania Oriental | Atenas, Grecia        | 8 de septiembre de 1982 |
| 47.99  | Jarmila Kratochvílová | Checoslovaquia    | Helsinki, Finlandia   | 10 de agosto de 1983    |
| 47.60  | Marita Koch           | Alemania Oriental | Canberra, Australia   | 6 de octubre de 1985    |

## Mejores marcas mundiales

### Categoría masculina
Actualizado a agosto de 2024.
| Ranking | Marca | Atleta                 | País              | Fecha                    | Lugar             |
| ------- | ----- | ---------------------- | ----------------- | ------------------------ | ----------------- |
| 1       | 43,03 | Wayde van Niekerk      | Sudáfrica         | 14 de agosto de 2016     | Río de Janeiro    |
| 2       | 43,18 | Michael Johnson        | Estados Unidos    | 26 de agosto de 1999     | Sevilla           |
| 3       | 43,29 | Harry 'Butch' Reynolds | Estados Unidos    | 17 de agosto de 1988     | Zürich            |
| 4       | 43,40 | Quincy Watts           | Estados Unidos    | 7 de agosto de 2024      | Saint-Denis       |
| 5       | 43.44 | Matthew Hudson-Smith   | Reino Unido       | 7 de agosto de 2024      | Saint-Denis       |
| 6       | 43,45 | Jeremy Wariner         | Estados Unidos    | 31 de agosto de 2007     | Osaka             |
| 6       | 43,45 | Michael Norman         | Estados Unidos    | 20 de abril de 2019      | Torrance          |
| 8       | 43,48 | Steven Gardiner        | Bahamas           | 4 de octubre de 2019     | Doha              |
| 9       | 43.50 | Quincy Watts           | Estados Unidos    | 5 de agosto de 1992      | Barcelona         |
| 10      | 43.64 | Fred Kerley            | Estados Unidos    | 26 de mayo de 2017       | Austin            |
| 11      | 43.65 | LaShawn Merritt        | Estados Unidos    | 26 de agosto de 2015     | Beijing           |
| 12      | 43.70 | Champion Allison       | Estados Unidos    | 25 de junio de 2022      | Eugene            |
| 13      | 43.72 | Isaac Makwala          | Botsuana          | 5 de julio de 2015       | La Chaux-de-Fonds |
| 14      | 43.74 | Kirani James           | Granada           | 3 de julio de 2014       | Lausanne          |
| 14      | 43.74 | Muzala Samukonga       | Zambia            | 7 de agosto de 2024      | Saint-Denis       |
| 16      | 43.78 | Jereem Richards        | Trinidad y Tobago | 7 de agosto de 2024      | Saint-Denis       |
| 17      | 43.81 | Danny Everett          | Estados Unidos    | 26 de junio de 1992      | New Orleans       |
| 18      | 43.85 | Randolph Ross          | Estados Unidos    | 11 de junio de 2021      | Eugene            |
| 19      | 43.86 | Lee Evans              | Estados Unidos    | 18 de octubre de 1968    | Ciudad de México  |
| 20      | 43.87 | Steve Lewis            | Estados Unidos    | 28 de septiembre de 1988 | Seúl              |
| 15      | 43.93 | Yousef Ahmed Masrahi   | Arabia Saudita    | 23 de agosto de 2015     | Beijing           |
| 15      | 43.93 | Rusheen McDonald       | Jamaica           | 23 de agosto de 2015     | Beijing           |
| 15      | 43.93 | Anthony Zambrano       | Colombia          | 2 de agosto de 2021      | Tokio             |
| 24      | 43.94 | Akeem Bloomfield       | Jamaica           | 8 de junio de 2018       | Eugene            |
| 25      | 43.97 | Larry James            | Estados Unidos    | 18 de octubre de 1968    | Ciudad de México  |

### Categoría femenina
Actualizado a agosto de 2024
| Ranking | Marca | Atleta                   | País                 | Fecha                    | Lugar       |
| ------- | ----- | ------------------------ | -------------------- | ------------------------ | ----------- |
| 1       | 47,60 | Marita Koch              | Alemania Oriental    | 6 de octubre de 1985     | Camberra    |
| 2       | 47,99 | Jarmila Kratochvílová    | Checoslovaquia       | 10 de agosto de 1983     | Helsinki    |
| 3       | 48,14 | Salwa Eid Naser          | Baréin               | 3 de octubre de 2019     | Doha        |
| 4       | 48,17 | Marileidy Paulino        | República Dominicana | 9 de agosto de 2024      | París       |
| 5       | 48,25 | Marie-José Pérec         | Francia              | 29 de julio de 1996      | Atlanta     |
| 6       | 48,27 | Olga Bryzgina            | Unión Soviética      | 6 de octubre de 1985     | Camberra    |
| 7       | 48,37 | Shaunae Miller-Uibo      | Bahamas              | 3 de octubre de 2019     | Doha        |
| 8       | 48,57 | Nickisha Pryce           | Jamaica              | 20 de julio de 2024      | Londres     |
| 9       | 48,59 | Taťána Kocembová         | Checoslovaquia       | 10 de agosto de 1983     | Helsinki    |
| 10      | 48,63 | Cathy Freeman            | Australia            | 29 de julio de 1996      | Atlanta     |
| 11      | 48,70 | Sanya Richards           | Estados Unidos       | 16 de septiembre de 2006 | Atenas      |
| 12      | 48,74 | Sydney McLaughlin        | Estados Unidos       | 8 de julio de 2023       | Oregón      |
| 13      | 48,83 | Valerie Brisco-Hooks     | Estados Unidos       | 6 de agosto de 1984      | Los Ángeles |
| 14      | 48,89 | Ana Guevara              | México               | 27 de agosto de 2003     | París       |
| 15      | 48,90 | Natalia Kaczmarek        | Polonia              | 20 de julio de 2024      | Londres     |
| 16      | 49.05 | Chandra Cheeseborough    | Estados Unidos       | 6 de agosto de 1984      | Los Ángeles |
| 17      | 49.07 | Tonique Williams-Darling | Bahamas              | 12 de septiembre de 2004 | Berlín      |
| 17      | 49.07 | Rhasidat Adeleke         | Irlanda              | 10 de junio de 2024      | Roma        |
| 19      | 49.10 | Falilat Ogunkoya         | Nigeria              | 29 de julio de 1996      | Atlanta     |
| 20      | 49.11 | Olga Nazarova            | Unión Soviética      | 25 de septiembre de 1988 | Seúl        |

## Medallistas olímpicos

### Masculino
Detalles ver Anexo:Medallistas olímpicos en atletismo (400 metros lisos masculinos).
| Edición             | Oro                                          | Plata                                         | Bronce                                                          |
| ------------------- | -------------------------------------------- | --------------------------------------------- | --------------------------------------------------------------- |
| Atenas 1896         | Tom Burke (54,2 s.) · Estados Unidos         | Herbert Jamison · Estados Unidos              | Charles Gmelin · Reino Unido                                    |
| París 1900          | Maxey Long (49,4 s.) · Estados Unidos        | William Holland · Estados Unidos              | Ernst Schultz · Dinamarca                                       |
| San Luis 1904       | Harry Hillman (49,2 s.) · Estados Unidos     | Frank Waller · Estados Unidos                 | Herman Groman · Estados Unidos                                  |
| Londres 1908        | Wyndham Halswelle (50,0 s.) · Estados Unidos | -                                             | -                                                               |
| Estocolmo 1912      | Charles Reidpath (48,2 s.) · Estados Unidos  | Hanns Braun · Alemania                        | Edward Lindberg · Estados Unidos                                |
| Amberes 1920        | Bevil Rudd (49,6 s.) · Sudáfrica             | Guy Butler · Reino Unido                      | Nils Engdahl · Suecia                                           |
| París 1924          | Eric Liddell (47,6 s.) · Reino Unido         | Horatio Fitch · Estados Unidos                | Guy Butler · Reino Unido                                        |
| Ámsterdam 1928      | Ray Barbuti (47,8 s.) · Estados Unidos       | James Ball · Canadá                           | Joachim Büchner · Alemania                                      |
| Los Ángeles 1932    | Bill Carr (46,2 s.) · Estados Unidos         | Ben Eastman · Estados Unidos                  | Alex Wilson · Canadá                                            |
| Berlín 1936         | Archie Williams (46,5 s.) · Estados Unidos   | Godfrey Brown · Reino Unido                   | James LuValle · Estados Unidos                                  |
| Londres 1948        | Arthur Wint (46,2 s.) · Jamaica              | Herb McKenley · Jamaica                       | Mal Whitfield · Estados Unidos                                  |
| Helsinki 1952       | George Rhoden (45,9 s.) · Jamaica            | Herb McKenley · Jamaica                       | Ollie Matson · Estados Unidos                                   |
| Melbourne 1956      | Charlie Jenkins (46,7 s.) · Estados Unidos   | Karl-Friedrich Haas · Equipo Alemán Unificado | Voitto Hellsten · Finlandia Ardalión Ignátiev · Unión Soviética |
| Roma 1960           | Otis Davis (44,9 s.) · Estados Unidos        | Carl Kaufmann · Equipo Alemán Unificado       | Malcolm Spence · Sudáfrica                                      |
| Tokio 1964          | Michael Larrabee (45,1 s.) · Estados Unidos  | Wendell Mottley · Trinidad y Tobago           | Andrzej Badeński · Polonia                                      |
| México 1968         | Lee Evans (43,86 s.) · Estados Unidos        | Larry James · Estados Unidos                  | Ron Freeman · Estados Unidos                                    |
| Múnich 1972         | Vincent Matthews (44,66 s.) · Estados Unidos | Wayne Collett · Estados Unidos                | Julius Sang · Kenia                                             |
| Montreal 1976       | Alberto Juantorena (44,26 s.) · Cuba         | Fred Newhouse · Estados Unidos                | Herman Frazier · Estados Unidos                                 |
| Moscú 1980          | Víktor Markin (44,60 s.) · Unión Soviética   | Rick Mitchell · Australia                     | Frank Schaffer · Alemania Oriental                              |
| Los Ángeles 1984    | Alonzo Babers (44,27 s.) · Estados Unidos    | Gabriel Tiacoh · Costa de Marfil              | Antonio McKay · Estados Unidos                                  |
| Seúl 1988           | Steve Lewis (43,87 s.) · Estados Unidos      | Butch Reynolds · Estados Unidos               | Danny Everett · Estados Unidos                                  |
| Barcelona 1992      | Quincy Watts (43,50 s.) · Estados Unidos     | Steve Lewis · Estados Unidos                  | Samson Kitur · Kenia                                            |
| Atlanta 1996        | Michael Johnson (43,49 s.) · Estados Unidos  | Roger Black · Reino Unido                     | Davis Kamoga · Uganda                                           |
| Sídney 2000         | Michael Johnson (43,84 s.) · Estados Unidos  | Alvin Harrison · Estados Unidos               | Greg Haughton · Jamaica                                         |
| Atenas 2004         | Jeremy Wariner (44,00 s.) · Estados Unidos   | Otis Harris · Estados Unidos                  | Derrick Brew · Estados Unidos                                   |
| Pekín 2008          | LaShawn Merritt (43,75 s.) · Estados Unidos  | Jeremy Wariner · Estados Unidos               | David Neville · Estados Unidos                                  |
| Londres 2012        | Kirani James (43,94 s.) · Granada            | Luguelín Santos · República Dominicana        | Lalonde Gordon · Trinidad y Tobago                              |
| Río de Janeiro 2016 | Wayde van Niekerk (43,03 s. ) · Sudáfrica    | Kirani James · Granada                        | LaShawn Merritt · Estados Unidos                                |
| Tokio 2020          | Steven Gardiner (43,85 s.) · Bahamas         | Anthony Zambrano · Colombia                   | Kirani James · Granada                                          |
| París 2024          | Quincy Hall (43,40 s.) · Estados Unidos      | Matthew Hudson-Smith · Reino Unido            | Muzala Samukonga · Zambia                                       |

### Femenino
| Edición             | Oro                                                  | Plata                                    | Bronce                               |
| ------------------- | ---------------------------------------------------- | ---------------------------------------- | ------------------------------------ |
| Tokio 1964          | Betty Cuthbert (52,0 s.) · Australia                 | Ann Packer · Reino Unido                 | Judy Amoore · Australia              |
| México 1968         | Colette Besson (52,00 s.) · Francia                  | Lillian Board · Reino Unido              | Natalya Pechonkina · Unión Soviética |
| Múnich 1972         | Monika Zehrt (51,08 s.) · Alemania Oriental          | Rita Wilden · Alemania Occidental        | Kathy Hammond · Estados Unidos       |
| Montreal 1976       | Irena Szewinska (49,29 s.) · Polonia                 | Christina Lathan · Alemania Oriental     | Ellen Streidt · Alemania Oriental    |
| Moscú 1980          | Marita Koch (48,88 s.) · Alemania Oriental           | Jarmila Kratochvílová · Checoslovaquia   | Christina Lathan · Alemania Oriental |
| Los Ángeles 1984    | Valerie Brisco-Hooks (48,83 s.) · Estados Unidos     | Chandra Cheeseborough · Estados Unidos   | Kathy Cook · Reino Unido             |
| Seúl 1988           | Olga Bryzhina (48,65 s.) · Unión Soviética           | Petra Müller · Alemania Oriental         | Olga Nasarova · Unión Soviética      |
| Barcelona 1992      | Marie-José Pérec (48,83 s.) · Francia                | Olga Bryzhina · Equipo Unificado         | Ximena Restrepo · Colombia           |
| Atlanta 1996        | Marie-José Pérec (48,25 s.) · Francia                | Cathy Freeman · Australia                | Falilat Ogunkoya · Nigeria           |
| Sídney 2000         | Cathy Freeman (49,11 s.) · Australia                 | Lorraine Graham · Jamaica                | Katharine Merry · Reino Unido        |
| Atenas 2004         | Tonique Williams-Darling (49,41 s.) · Bahamas        | Ana Guevara · México                     | Natalya Antyukh · Rusia              |
| Pekín 2008          | Christine Ohuruogu (49,62 s.) · Reino Unido          | Shericka Williams · Jamaica              | Sanya Richards · Estados Unidos      |
| Londres 2012        | Sanya Richards-Ross (49,55 s.) · Estados Unidos      | Christine Ohuruogu · Reino Unido         | DeeDee Trotter · Estados Unidos      |
| Río de Janeiro 2016 | Shaunae Miller (49,44 s.) · Bahamas                  | Allyson Felix · Estados Unidos           | Shericka Jackson · Jamaica           |
| Tokio 2020          | Shaunae Miller-Uibo (48,36 s.) · Bahamas             | Marileidy Paulino · República Dominicana | Allyson Felix · Estados Unidos       |
| París 2024          | Marileidy Paulino (48,17 s. ) · República Dominicana | Salwa Eid Naser · Baréin                 | Natalia Kaczmarek · Polonia          |

## Medallistas en Campeonatos Mundiales
- Ganadores en el Campeonato Mundial de Atletismo.

### Masculino
| Edición         | Oro               | Plata                | Bronce               |
| --------------- | ----------------- | -------------------- | -------------------- |
| Helsinki 1983   | Bert Cameron      | Michael Franks       | Sunder Nix           |
| Roma 1987       | Thomas Schönlebe  | Innocent Egbunike    | Butch Reynolds       |
| Tokio 1991      | Antonio Pettigrew | Roger Black          | Danny Everett        |
| Stuttgart 1993  | Michael Johnson   | Butch Reynolds       | Samson Kitur         |
| Gotemburgo 1995 | Michael Johnson   | Butch Reynolds       | Gregory Haughton     |
| Atenas 1997     | Michael Johnson   | Davis Kamoga         | Tyree Washington     |
| Sevilla 1999    | Michael Johnson   | Sanderlei Parrela    | Alejandro Cárdenas   |
| Edmonton 2001   | Avard Moncur      | Ingo Schultz         | Gregory Haughton     |
| París 2003      | Tyree Washington  | Marc Raquil          | Michael Blackwood    |
| Helsinki 2005   | Jeremy Wariner    | Andrew Rock          | Tyler Christopher    |
| Osaka 2007      | Jeremy Wariner    | LaShawn Merritt      | Angelo Taylor        |
| Berlín 2009     | LaShawn Merritt   | Jeremy Wariner       | Renny Quow           |
| Daegu 2011      | Kirani James      | LaShawn Merritt      | Kévin Borlée         |
| Moscú 2013      | LaShawn Merritt   | Tony McQuay          | Luguelín Santos      |
| Pekín 2015      | Wayde van Niekerk | LaShawn Merritt      | Kirani James         |
| Londres 2017    | Wayde van Niekerk | Steven Gardiner      | Abdalelah Harun      |
| Doha 2019       | Steven Gardiner   | Anthony Zambrano     | Fred Kerley          |
| Oregón 2022     | Michael Norman    | Kirani James         | Matthew Hudson-Smith |
| Budapest 2023   | Antonio Watson    | Matthew Hudson-Smith | Quincy Hall          |

### Femenino
| Edición         | Oro                      | Plata                  | Bronce                  |
| --------------- | ------------------------ | ---------------------- | ----------------------- |
| Helsinki 1983   | Jarmila Kratochvílová    | Taťána Kocembová       | Mariya Pinigina         |
| Roma 1987       | Olga Bryzhina            | Petra Schersing        | Kirsten Emmelmann       |
| Tokio 1991      | Marie-José Pérec         | Grit Breuer            | Sandra Myers            |
| Stuttgart 1993  | Jearl Miles-Clark        | Natasha Kaiser-Brown   | Sandie Richards         |
| Gotemburgo 1995 | Marie-José Pérec         | Pauline Davis-Thompson | Jearl Miles-Clark       |
| Atenas 1997     | Cathy Freeman            | Sandie Richards        | Jearl Miles-Clark       |
| Sevilla 1999    | Cathy Freeman            | Anja Rücker            | Lorraine Fenton         |
| Edmonton 2001   | Amy Mbacké Thiam         | Lorraine Fenton        | Ana Guevara             |
| París 2003      | Ana Guevara              | Lorraine Fenton        | Amy Mbacké Thiam        |
| Helsinki 2005   | Tonique Williams-Darling | Sanya Richards         | Ana Guevara             |
| Osaka 2007      | Christine Ohuruogu       | Nicola Sanders         | Novlene Williams        |
| Berlín 2009     | Sanya Richards           | Shericka Williams      | Antonina Krivoshapka    |
| Daegu 2011      | Amantle Montsho          | Allyson Felix          | Anastasia Kapachínskaya |
| Moscú 2013      | Christine Ohuruogu       | Amantle Montsho        | Antonina Krivoshapka    |
| Pekín 2015      | Allyson Felix            | Shaunae Miller         | Shericka Jackson        |
| Londres 2017    | Phyllis Francis          | Salwa Eid Naser        | Allyson Felix           |
| Doha 2019       | Salwa Eid Naser          | Shaunae Miller-Uibo    | Shericka Jackson        |
| Oregón 2022     | Shaunae Miller-Uibo      | Marileidy Paulino      | Sada Williams           |
| Budapest 2023   | Marileidy Paulino        | Natalia Kaczmarek      | Sada Williams           |

## Mejores marcas del año
| Año  | Tiempo   | Atleta             | Ubicación        |
| ---- | -------- | ------------------ | ---------------- |
| 1966 | 44,82y   | Wendell Motley     | Kingston         |
| 1967 | 44,74+h  | Tommie Smith       | San José         |
| 1968 | 43,86A   | Lee Evans          | Ciudad de México |
| 1969 | 44,67y   | Curtis Mills       | Knoxville        |
| 1970 | 45,01    | Charles Asati      | Edimburgo        |
| 1971 | 44,44yh  | John Smith         | Eugene           |
| 1972 | 44,34h   | Wayne Collett      | Eugene           |
| 1973 | 44,85y   | Maurice Peoples    | Baton Rouge      |
| 1974 | 44,94h   | Alberto Juantorena | Ciudad de México |
| 1975 | 44,45A   | Ronald Ray         | Ciudad de México |
| 1976 | 44,26    | Alberto Juantorena | Montreal         |
| 1977 | 44,65    | Alberto Juantorena | La Habana        |
| 1978 | 44,27(A) | Alberto Juantorena | Medellín         |
| 1979 | 44,92    | Harald Schmid      | Stuttgart        |
| 1980 | 44,60    | Viktor Markin      | Moscú            |
| 1981 | 44,58    | Bert Cameron       | Baton Rouge      |
| 1982 | 44,68    | Sunder Nix         | Indianápolis     |
| 1983 | 44,50    | Erwin Skamrahl     | Múnich           |
| 1984 | 44,27    | Alonzo Babers      | Los Ángeles      |
| 1985 | 44,47    | Michael Franks     | Canberra         |
| 1986 | 44,30    | Gabriel Tiacoh     | Indianápolis     |
| 1987 | 44,10    | Butch Reynolds     | Columbus         |
| 1988 | 43,29    | Butch Reynolds     | Zúrich           |
| 1989 | 44,27    | Antonio Pettigrew  | Houston          |
| 1990 | 44,06    | Danny Everett      | Sevilla          |
| 1991 | 44,17    | Michael Johnson    | Lausana          |
| 1992 | 43,50    | Quincy Watts       | Barcelona        |
| 1993 | 43,65    | Michael Johnson    | Stuttgart        |
| 1994 | 43,90    | Michael Johnson    | Madrid           |
| 1995 | 43,39    | Michael Johnson    | Gotemburgo       |
| 1996 | 43,44    | Michael Johnson    | Atlanta          |
| 1997 | 43,75    | Michael Johnson    | Waco             |
| 1998 | 43,68    | Michael Johnson    | Zúrich           |
| 1999 | 43,18    | Michael Johnson    | Sevilla          |
| 2000 | 43,68    | Michael Johnson    | Sacramento       |
| 2001 | 44,28    | Tyree Washington   | Los Ángeles      |
| 2002 | 44,45    | Leonard Byrd       | Belém            |
| 2003 | 44,33    | Tyree Washington   | Palo Alto        |
| 2004 | 44,00    | Jeremy Wariner     | Atenas           |
| 2005 | 43,93    | Jeremy Wariner     | Helsinki         |
| 2006 | 43,62    | Jeremy Wariner     | Roma             |
| 2007 | 43,45    | Jeremy Wariner     | Osaka            |
| 2008 | 43,75    | LaShawn Merritt    | Pekín            |
| 2009 | 44,06    | LaShawn Merritt    | Berlín           |
| 2010 | 44,13    | Jeremy Wariner     | Zúrich           |
| 2011 | 44,35    | LaShawn Merritt    | Daegu            |
| 2012 | 43,94    | Kirani James       | Londres          |
| 2013 | 43,74    | LaShawn Merritt    | Moscú            |
| 2014 | 43,74    | Kirani James       | Lausana          |
| 2015 | 43,48    | Wayde van Niekerk  | Pekín            |
| 2016 | 43,03    | Wayde van Niekerk  | Río de Janeiro   |
| 2017 | 43.62    | Wayde van Niekerk  | Lausanne         |
| 2018 | 43.61    | Michael Norman     | Eugene           |
| 2019 | 43.45    | Michael Norman     | Torrance         |
| 2020 | 44.91    | Justin Robinson    | Marietta         |
| 2021 | 43.85    | Randolph Ross      | Eugene           |
| 2021 | 43.85    | Steven Gardiner    | Tokio            |
| 2022 | 43.56    | Michael Norman     | Eugene           |
| 2023 | 43.74    | Steven Gardiner    | Székesfehérvár   |
| 2024 | 43.40    | Quincy Hall        | Saint-Denis      |

| Año  | Tiempo | Atleta                   | Ubicación        |
| ---- | ------ | ------------------------ | ---------------- |
| 1967 |        |                          |                  |
| 1968 | 52,03  | Colette Besson           | Ciudad de México |
| 1969 | 51,72  | Nicole Duclos            | Atenas           |
| 1970 | 51,02  | Marilyn Neufville        | Edimburgo        |
| 1971 | 52,14  | Helga Seidler            | Helsinki         |
| 1972 | 51,08  | Monika Zehrt             | Múnich           |
| 1973 | 51,27  | Mona-Lisa Pursiainen     | Helsinki         |
| 1974 | 50,14  | Riitta Salin             | Roma             |
| 1975 | 50,50  | Irena Szewinska          | Niza             |
| 1976 | 49,28  | Irena Szewinska          | Montreal         |
| 1977 | 49,52  | Irena Szewinska          | Düsseldorf       |
| 1978 | 48,94  | Marita Koch              | Praga            |
| 1979 | 48,89  | Marita Koch              | Potsdam          |
| 1980 | 48,88  | Marita Koch              | Moscú            |
| 1981 | 48,61  | Jarmila Kratochvílová    | Roma             |
| 1982 | 48,16  | Marita Koch              | Atenas           |
| 1983 | 47,99  | Jarmila Kratochvílová    | Helsinki         |
| 1984 | 48,16  | Marita Koch              | Praga            |
| 1985 | 47,60  | Marita Koch              | Canberra         |
| 1986 | 48,22  | Marita Koch              | Stuttgart        |
| 1987 | 49,38  | Olga Bryzgina            | Roma             |
| 1988 | 48,65  | Olga Bryzgina            | Seúl             |
| 1989 | 50,01  | Ana Fidelia Quirós       | Duisburgo        |
| 1990 | 49,50  | Grit Breuer              | Split            |
| 1991 | 49,32  | Marie-José Pérec         | Frankfurt        |
| 1992 | 48,83  | Marie-José Pérec         | Frankfurt        |
| 1993 | 49,81  | Ma Yuqin                 | Pekín            |
| 1994 | 49,77  | Marie-José Pérec         | París            |
| 1995 | 49,28  | Marie-José Pérec         | Gotemburgo       |
| 1996 | 48,25  | Marie-José Pérec         | Atlanta          |
| 1997 | 49,39  | Cathy Freeman            | Oslo             |
| 1998 | 49,29  | Charity Opara            | Roma             |
| 1999 | 49,62  | Falilat Ogunkoya         | Lagos            |
| 2000 | 49,11  | Cathy Freeman            | Sídney           |
| 2001 | 49,59  | Katharine Merry          | Atenas           |
| 2002 | 49,16  | Ana Guevara              | Zúrich           |
| 2003 | 48,89  | Ana Guevara              | Saint-Denis      |
| 2004 | 49,07  | Tonique Williams-Darling | Berlín           |
| 2005 | 48,92  | Sanya Richards-Ross      | Zúrich           |
| 2006 | 48,70  | Sanya Richards-Ross      | Atenas           |
| 2007 | 49,27  | Sanya Richards-Ross      | Berlín           |
| 2008 | 49,62  | Christine Ohuruogu       | Pekín            |
| 2009 | 48,83  | Sanya Richards-Ross      | Bruselas         |
| 2010 | 49,64  | Debbie Dunn              | Des Moines       |
| 2011 | 49,35  | Anastasiya Kapachinskaya | Cheboksary       |
| 2012 | 49,16  | Antonina Krivoshapka     | Cheboksary       |
| 2013 | 49,33  | Amantle Montsho          | Mónaco           |
| 2014 | 49,48  | Francena McCorory        | Sacramento       |
| 2015 | 49,26  | Allyson Felix            | Pekín            |
| 2016 | 49.44  | Shaunae Miller           | Río de Janeiro   |
| 2017 | 49.46  | Shaunae Miller-Uibo      | Bruselas         |
| 2018 | 48.97  | Shaunae Miller-Uibo      | Monaco           |
| 2019 | 48.14  | Salwa Eid Naser          | Doha             |
| 2020 | 50.42  | Beatrice Masilingi       | Pretoria         |
| 2021 | 48.36  | Shaunae Miller-Uibo      | Tokio            |
| 2022 | 48.99  | Marileidy Paulino        | Zürich           |
| 2023 | 48.74  | Sydney McLaughlin        | Eugene           |
| 2024 | 48.17  | Marileidy Paulino        | Saint-Denis      |